# 빌바오 아틀레틱
빌바오 아틀레틱(Bilbao Athletic)은 바스크 지방의 빌바오를 연고로 하는 스페인의 축구 클럽으로 아틀레틱 클루브의 리저브 팀이다. 현재는 프리메라 페데라시온에 참가하고 있다.

## 성적
- 세군다 디비시온 B: 우승 2회 (1982–83, 1988–89)
- 테르세라 디비시온: 우승 2회 (1966–67, 1968–69)
- 1ª 지역리그 : 우승 1회 (1965-66)
- 세군다 페데라시온: 우승 1회 (2023-24)

## 선수 명단

### 현역
참고: FIFA 자격 규정에 따라 소속된 국가대표팀 국기를 표시합니다. 선수는 복수의 FIFA 비회원국 국적을 가지고 있을 수 있습니다.
| 번호 | 포지션 | 국적 | 이름 |
| ---- | ------ | ---- | ---- |

| 번호 | 포지션 | 국적 | 이름             |
| ---- | ------ | ---- | ---------------- |
| 24   | DF     |      | 요하네코 루이 장 |

## 역대 감독
| 감독              | 임기        |
| ----------------- | ----------- |
| 이냐키 사에스     | 1978 ~ 1979 |
| 이냐키 사에스     | 1982 ~ 1983 |
| 이냐키 사에스     | 1987 ~ 1991 |
| 마누엘 사라비아   | 1995 ~ 1997 |
| 가이스카 가리타노 | 2017 ~ 2018 |
| 파치 살리나스     | 2021 ~ 2022 |
| 카를로스 구르페기 | 2023 ~ 2024 |
| 조킨 아란바리     | 2024 ~      |

## 같이 보기
- CD 바스코니아